# Лапландский заповедник (посёлок)
Лапла́ндский запове́дник — упразднённый посёлок в Мурманской области. Входил в муниципальный округ город Мончегорск. Исключен из учётных данных в 2023 году.

## География
Расположен в 40 км от города на берегу озера Чунозеро, в предгорьях Чунатундры.

## Население
| 2002 | 2010 |
| ---- | ---- |
| 0    | →0   |

## Инфраструктура
В посёлке располагается база Лапландского заповедника.